# Giuđa Ítcariốt

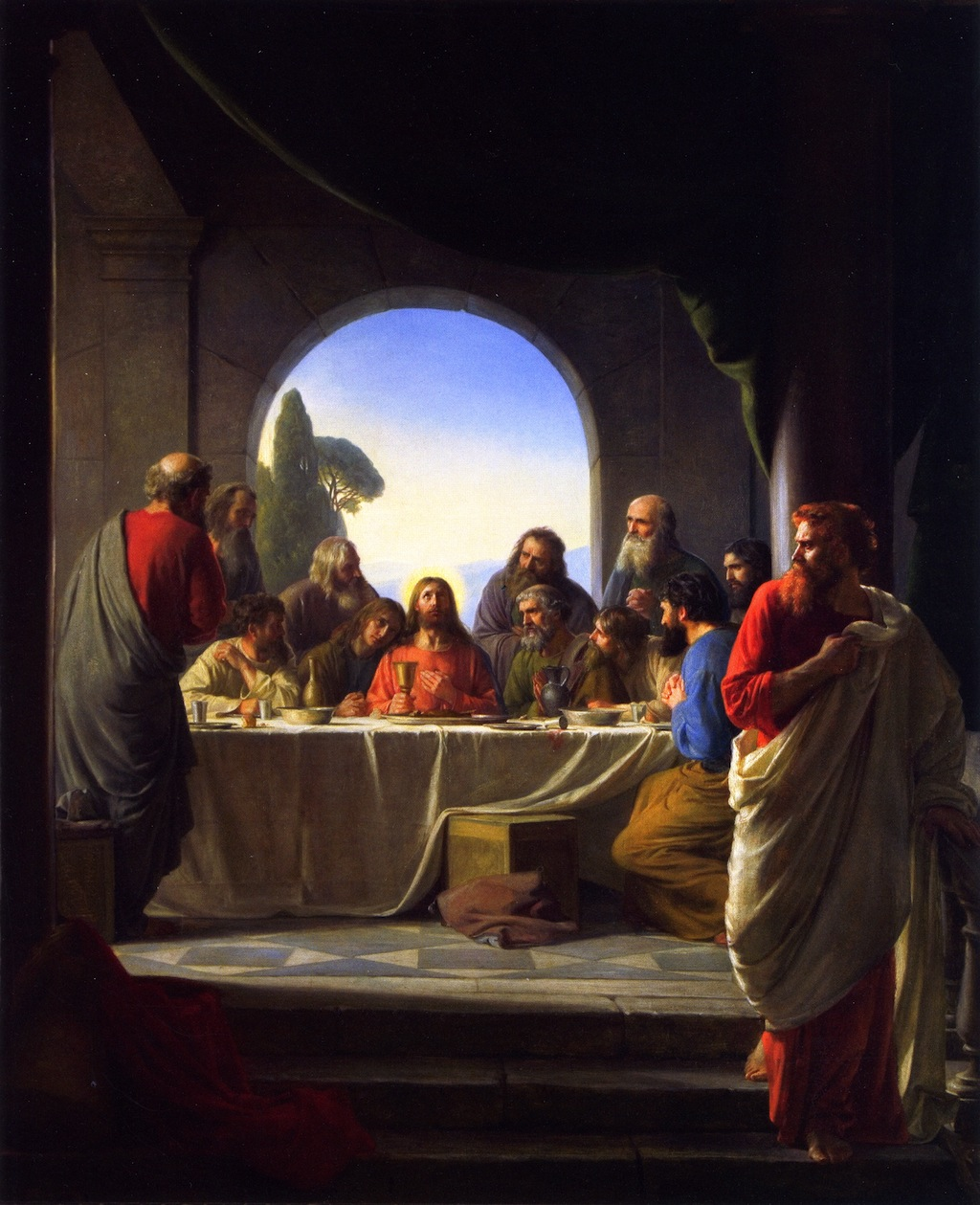
Giuđa (bên phải) rời khỏi bữa ăn tối, theo tranh của Carl Bloch vẽ cuối thế kỷ 19.

Giuđa Ítcariốt (Judas Iscariot, tiếng Hebrew: יהודה איש־קריות, Yehudah, Yəhûḏāh ʾÎš-qəriyyôṯ, chết năm 30-33 Công Nguyên) theo Tân Ước, là một trong mười hai tông đồ đầu tiên của chúa Giêsu, và con trai của Simon. Trong nhóm mười hai, ông được biết như là người giữ "túi tiền" (tiếng Hy Lạp: γλωσσόκομον), nhưng ông nổi tiếng đến với vai trò phản bội Chúa Giêsu và nộp ông cho các chức sắc Do Thái. Tên của ông thường được sử dụng đồng nghĩa với sự phản bội hay phản quốc. Đôi khi người ta nhầm lẫn với Jude Thaddeus.
Mặc dù có các câu chuyện khác nhau về cái chết của Judas, phiên bản truyền thống cho là đã treo cổ tự tử sau sự phản bội. Vị trí của ông trong số Mười Hai Tông Đồ sau đó đã được thay thế bởi Matthias.
Mặc dù vai trò nổi tiếng của ông trong câu chuyện Phúc Âm, Judas vẫn là nhân vật gây tranh cãi trong lịch sử Kitô giáo. Sự phản bội của Judas được xem là sự kiện mấu chốt dẫn đến Chúa Giêsu bị đóng đinh và sự phục sinh của Chúa, theo đó, theo thần học Kitô giáo truyền thống, mang lại sự cứu rỗi cho nhân loại. Một số bản văn ngộ giáo – bị Giáo hội bác bỏ và coi là dị giáo – ca ngợi Judas vì vai trò của ông trong việc xúc tác cho sự cứu rỗi nhân loại, và xem Judas là nhân vật nổi trội nhất trong các tông đồ.

## Tường thuật kinh thánh

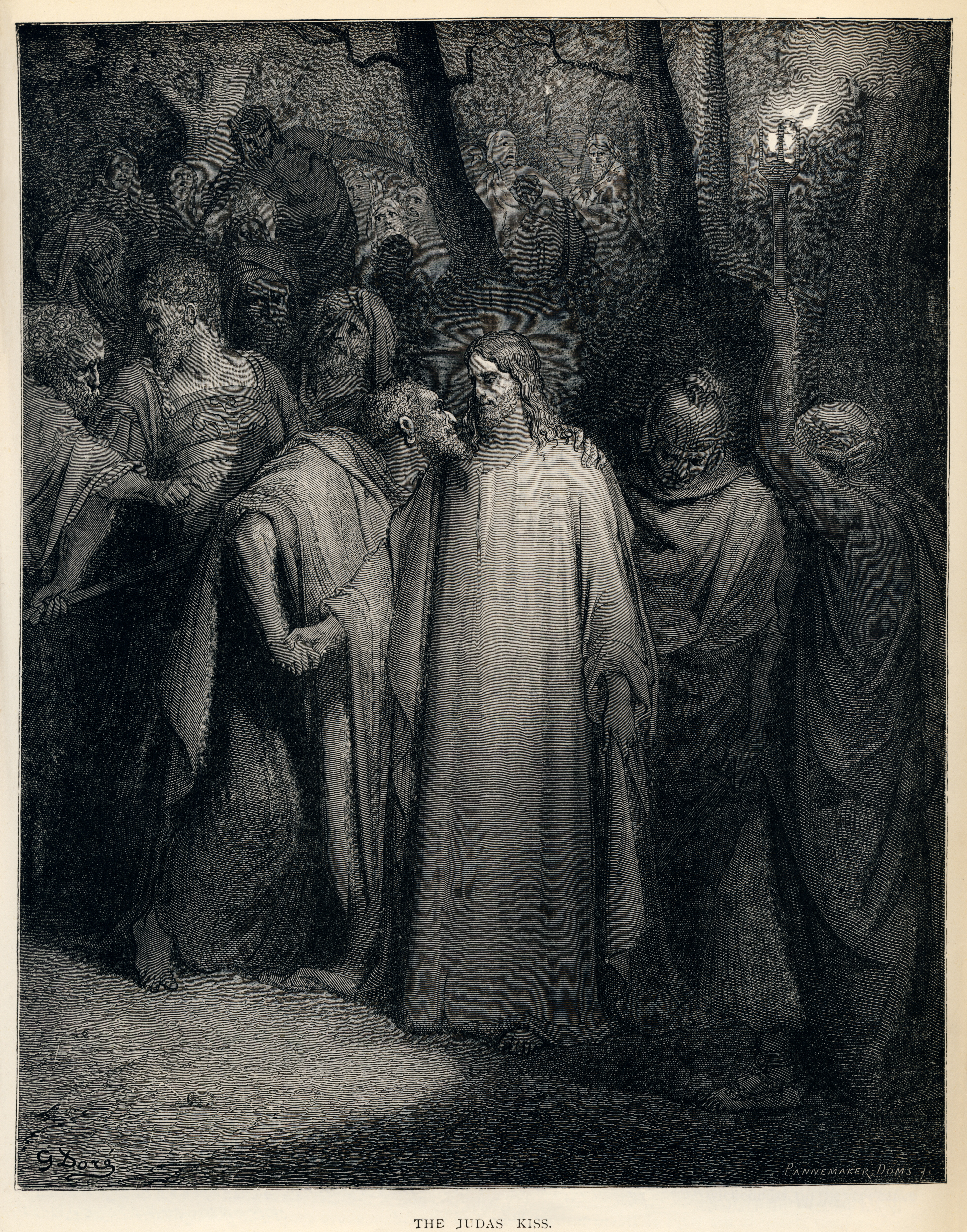
"Nụ hôn của Giuđa" (1866) bởi Gustave Doré.

Giuđa được nhắc đến trong Phúc âm Nhất Lãm, Phúc âm John và ở đoạn đầu của Công vụ Tông Đồ.
Chứng cớ nói rằng các thầy tư tế đang tìm cách bắt giữ Giêsu cách bí mật. Họ quyết định không làm công khai vì sợ dân chúng bạo động; thay vào đó, họ chọn bắt Giêsu vào ban đêm. Trong Phúc âm Luke, Satan nhập vào Giuđa lúc này.
Theo Phúc âm John, Giuđa là người giữ túi tiền của các môn đệ khác và phản bội Giêsu để lấy "30 đồng bạc", chỉ điểm Giêsu bằng một nụ hôn—"Nụ hôn của Giuđa"— để binh lính mang Giêsu tới nhà Thượng tế Caiaphas, người sau đó đã giao Giêsu cho Pontius Pilatus.